# Джастін Ресс
Джастін Ресс (3 серпня 1997 , Кері ) — американський плавець, чемпіон світу.